# هاري ك. برادلي
هاري ك. برادلي (بالإنجليزية: Harry C. Bradley)‏ هو ممثل أمريكي، ولد في 15 أبريل 1869 في الولايات المتحدة، وتوفي بنفس المكان في 18 أكتوبر 1947 بسبب نوبة قلبية.

## أعمال

### أفلام
- (1931) الملازم المبتسم
- (1933) سيدة لمدة يوم
- (1934) حدث ذات ليلة
- (1936) السيد ديدز يذهب إلى المدينة
- (1936) تعال وخذها
- (1939) السيد سميث يذهب إلى واشنطن
- (1939) عندما يأتي الغد
- (1940) فتاة الجمعة[2]

## وصلات خارجية
- هاري ك. برادلي على موقع IMDb (الإنجليزية)
- هاري ك. برادلي على موقع ألو سيني (الفرنسية)
- هاري ك. برادلي على موقع أول موفي (الإنجليزية)
- هاري ك. برادلي على موقع قاعدة بيانات برودواي على الإنترنت (الإنجليزية)
- هاري ك. برادلي على موقع قاعدة بيانات برودواي على الإنترنت (الإنجليزية)
- هاري ك. برادلي على موقع قاعدة بيانات الأفلام السويدية (السويدية)
- هاري ك. برادلي على موقع قاعدة بيانات الفيلم (الإنجليزية)
- هاري ك. برادلي على موقع كينوبويسك (الروسية)